# 酒井隆明
酒井 隆明（さかい たかあき、1954年11月16日 - ）は、日本の政治家、弁護士。兵庫県丹波篠山市長（6期）。元兵庫県議会議員（3期）。

## 来歴
丹南町立城南小学校（現・丹波篠山市立城南小学校）、丹南町立丹南中学校（現・丹波篠山市立丹南中学校）卒業。1973年3月、兵庫県立篠山鳳鳴高等学校卒業。1978年3月、中央大学法学部法律学科卒業。同年10月、司法試験合格。1981年4月、弁護士登録。
1995年4月、兵庫県議会議員選挙に出馬し初当選。同年6月11日、県議に就任。以後、1999年、2003年と連続当選。
2007年1月15日、瀬戸亀男篠山市長が健康上の理由により、退任。これに伴って2007年2月25日に行われた篠山市長選挙に無所属で出馬し初当選。2011年2月の選挙で2期目の当選。2015年2月の選挙で3期目の無投票当選。
2018年8月1日、篠山市の名称を「丹波篠山市」にすることを表明。しかし、これらの動きに対して市民団体が市名の賛否を問う住民投票の請求が10月5日になされたことなどを受けて、辞職して出直し市長選に出馬する意向を表明した。10月16日付で辞職。
同年11月18日に行われた市長選挙に自民党・国民民主党・公明党の推薦を得て立候補し、元篠山市議の奥土居帥心を破り、4度目の当選を果たした。また同日住民投票が実施され、篠山市の名称を「丹波篠山市」に変更することにつき、住民投票の結果も賛成多数（56.5％）となった。2019年5月1日、正式に「篠山市」の名称は「丹波篠山市」に変更された。
残りの任期が3ヶ月だったため2019年2月17日には早くも市長選挙が行われ無投票で5度目の当選を果たした。
2023年2月12日投開票の市長選挙でも無投票で6度目の当選を果たした。